# Wjatkaland

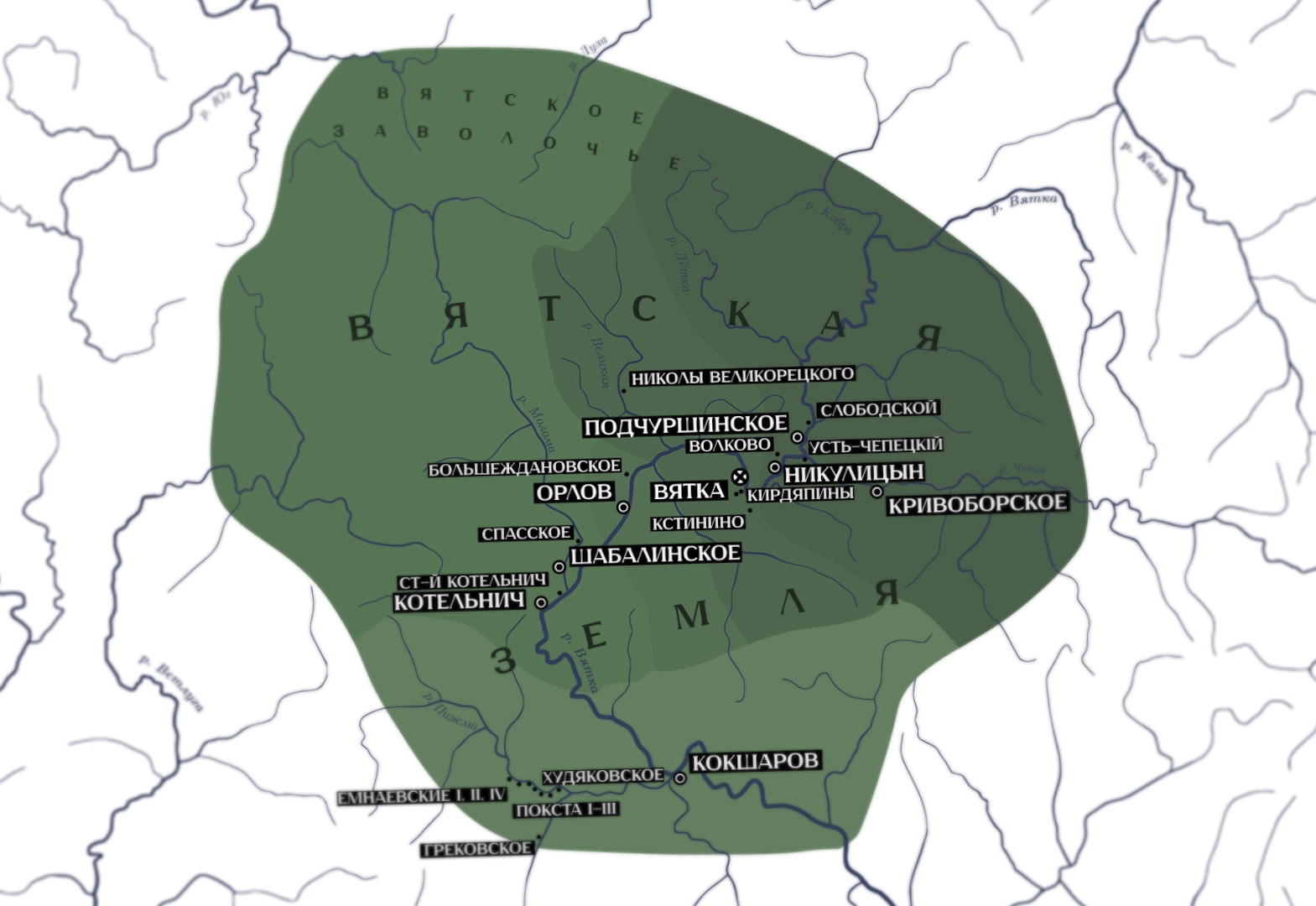
Das Wjatkaland im frühen 15. Jahrhundert

Das Wjatkaland (russisch Вятская земля) ist eine historische Region in Russland, die sich am Oberlauf des Flusses Wjatka befindet und in etwa der modernen Oblast Kirow entspricht.

## Geschichte
Das Gebiet war ursprünglich von finno-ugrischen Stämmen besiedelt, wobei die slawische Besiedlung bereits im 12. Jahrhundert begann und sich nach der mongolischen Invasion der Rus im 13. Jahrhundert verstärkte. Die Russen gründeten Städte wie Chlynow (heute Kirow), Kotelnitsch, Orlow, Nikulizyn und Slobodskoi. Neben dem Bestreben, der mongolischen Gewalt zu entfliehen, war vor allem die Pelzjagd ein Treiber der Besiedlung und der Erschließung des waldreichen Gebiets. Trotz der starken Russifizierung war ein Teil der Bevölkerung jedoch weiterhin finno-ugrisch, zum Beispiel udmurtisch. Nominell unter der Oberherrschaft der Republik Nowgorod besaß die Region von Anfang an einen eigenständigen Charakter. Ab 1374 ist in den Chroniken von der Republik Wjatka die Rede, einem eigenständigen russischen Staat. Die Republik erbte viele gesellschaftliche Praktiken der Republik Nowgorod, beispielsweise die starke Rolle des Wetsche, das ein Oberhaupt der Republik wählte, wobei gleichzeitig die nominelle Oberherrschaft der Großfürsten von Wladimir (später Moskau) anerkannt wurde.
Das Wjatkaland machte sich im ausgehenden 14. Jahrhundert und im 15. Jahrhundert einen Namen durch seine gefürchteten Flusspiraten Uschkuiniki. Sie standen den Nowgoroder Uschkuiniki in ihren kühnen Raubzügen in nichts nach und  überfielen entlang der Kama und der Wolga sowohl nichtrussische, als auch russische Städte. So wurden unter anderem Städte des Khanats Kasan angegriffen und geplündert. Zwischen 1425 und 1453 nahmen die Truppen Wjatkas an der Moskauer Fehde teil. 1471 gelang der Wjatka-Flussflotte nach einem Überraschungsangriff ein bedeutender Coup, nämlich die Zerstörung Neu-Sarais, der Hauptstadt der Großen Horde. Außenpolitisch balancierte die Republik zwischen Moskau und Kasan und griff immer wieder je nach aktueller Konjunktur deren Ländereien an.
Nachdem der Moskauer Großfürst Iwan III. im Stehen an der Ugra 1480 die Oberherrschaft der Großen Horde abgeschüttelt und 1487 das Khanat Kasan zu seinem Vasallenstaat gemacht hatte, wandte er sich gegen Wjatka, das wiederholt seine Stadt Weliki Ustjug angegriffen hatte. 1489 entsandte er seinen führenden Feldherrn Daniil Schtschenja mit einem großen Heer nach Wjatka. Daniil belagerte die Hauptstadt Chlynow und zwang die Bürger zur Kapitulation und zur Herausgabe ihrer Anführer. Ähnlich wie in Nowgorod wurde die Republik aufgelöst und einem zentralisierten Russischen Reich angeschlossen. Später bestand hier das Gouvernement Wjatka.